# Españolada

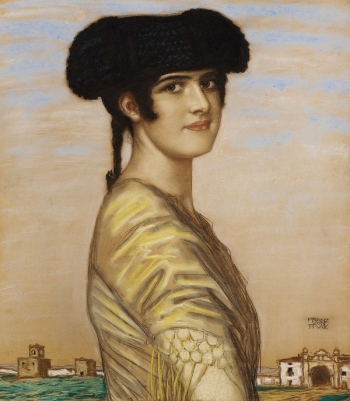
Mary als Spanierin, un prototip del mite romàntic d'Espanya, recuperat per Franz von Stuck en 1916.

Españolada és un terme que sol emprar-se de manera despectiva per fer referència a determinades obres artístiques que exageren i falsegen el caràcter espanyol. L'estereotip més freqüent redueix la realitat espanyola i els seus conjunts culturals i tradicionals al tòpic de la realitat andalusa. En una segona accepció, españolada designa a qualsevol esforç ostentós i desmesurat al seu objectiu, o que dona poc o cap fruit perquè el seu propòsit estava mal concebut des del principi; en la faceta més noble, el terme podria ser sinònim de quixotada, i en la vessant més xarona, esdevé una estupidesa.

## Origen i evolució
S'ha acceptat que aquesta deformació de la imatge d'Espanya va tenir el seu origen al segle xix quan el Romanticisme va posar de moda el mite espanyol, provocant una peregrinació d'escriptors europeus, primer anglesos i després i sobretot francesos, entre ells Alejandro Dumas i el seu fill, Théophile Gautier, Victor Hugo o Prosper Merimée, l'obra del qual Carmen, s'ha considerat per Francisco Ayala, entre molts altres autors, com el bressol de l'Espanya mítica, territori exòtic i diferenciat pel que fa a la resta d'Europa.
Una extensa i curiosa iconografia produïda per il·lustradors, pintors i gravadors estrangers, i afirmada amb l'obra dels artistes del costumbrisme romàntic andalús va teixir el conjunt de llegendaris tòpics entorn de la terra andalusa (bandolers, gitanos, toreros, balladors, tonadilleras, etc).

## Al cinema
El terme españolada es va introduir a través d'un subgènere cinematogràfic espanyol desenvolupat des de la dècada de 1930, i amb especial desenvolupament després de la Guerra Civil, durant la dictadura franquista. Títols d'aquest període van ser, per exemple, El turismo es un gran invento, Amor a la española, 40 grados a la sombra o Vente a Alemania, Pepe. Alguns actors cèlebres que es van iniciar o van afirmar en aquest gènere van ser Paco Martínez Soria, Antonio Ozores, Alfredo Landa o José Luis López Vázquez. José Luis Navarrete, va explicar l'èxit i la popularitat del gènere com a consol provocat pel desig que la imatge que en elles es brindava d'Espanya fóra realista i autèntica.